# Ассоциация любительского футбола Украины
Ассоциация любительского футбола Украины (укр. Асоціація аматорського футболу України (ААФУ)) — всеукраинская общественная спортивная организация, основанная 2 марта 1998 года. Занимается организацией Чемпионата Украины среди любителей и кубка Украины среди любителей.

## Функции
В соответствии с соглашением между ААФУ и Федерацией футбола Украины, Ассоциации переданы права на проведение чемпионата и розыгрыша Кубка Украины по футболу среди любительских команд.
Вместе с ФФУ Ассоциация с 1998 года проводит массовые Всеукраинские соревнования по футболу на призы клуба «Кожаный мяч» в трех возрастных группах — среди 11, 12 и 13-летних юных футболистов.

## Турниры
Под эгидой федерации регулярно проводятся следующие турниры:

## Управление
Главным органом управления ААФУ является Конференция. Конференция проводится один раз в четыре года. Делегаты Конференции выслушивают отчет о работе за отчетный период и избирают на новый срок президента, вице-президентов, утверждают составы исполнительного комитета, ревизионной и контрольно-дисциплинарной комиссий ААФУ.
Первый вице-президент:
- Александр Каденко

Вице-президенты:
- Василий Антонюк
- Тарас Клим
- Иван Гайворонский
- Анатолий Дьяченко

## Президенты
- Фёдор Шпиг (до 2020)